# پوخنو
پوخنو (به آلمانی: Puchenau) یک منطقهٔ مسکونی در اتریش است که در ناحیه اورفار اومگبونگ واقع شده‌است. پوخنو ۸٫۱۸ کیلومتر مربع مساحت دارد ۲۶۵ متر بالاتر از سطح دریا واقع شده‌است.